# Faith (Dakota del Sud)
Faith és una població dels Estats Units a l'estat de Dakota del Sud. Segons el cens del 2000 tenia 489 habitants.

## Demografia
Segons el cens del 2000, Faith tenia 489 habitants, 201 habitatges, i 139 famílies. La densitat de població era de 157,3 habitants per km².
Dels 201 habitatges en un 32,8% hi vivien nens de menys de 18 anys, en un 59,2% hi vivien parelles casades, en un 7% dones solteres, i en un 30,8% no eren unitats familiars. En el 29,4% dels habitatges hi vivien persones soles el 16,4% de les quals corresponia a persones de 65 anys o més que vivien soles. El nombre mitjà de persones vivint en cada habitatge era de 2,43 i el nombre mitjà de persones que vivien en cada família era de 3,02.
Per edats la població es repartia de la següent manera: un 26,8% tenia menys de 18 anys, un 6,1% entre 18 i 24, un 21,5% entre 25 i 44, un 24,9% de 45 a 60 i un 20,7% 65 anys o més.
L'edat mediana era de 42 anys. Per cada 100 dones de 18 o més anys hi havia 97,8 homes.
La renda mediana per habitatge era de 27.708 $ i la renda mediana per família de 38.333 $. Els homes tenien una renda mediana de 22.250 $ mentre que les dones 17.222 $. La renda per capita de la població era de 16.276 $. Entorn del 7,5% de les famílies i el 10,8% de la població estaven per davall del llindar de pobresa.

## Poblacions més properes
El següent diagrama mostra les poblacions més properes.